# بوگدان (استان دوبریچ)
بوگدان (به بلغاری: Bogdan) یک منطقهٔ مسکونی در بلغارستان است که در شهرستان دوبریچکا واقع شده‌است.